# جيمس بار (لاعب كرة قاعدة)
جيمس بار (بالإنجليزية: James Parr)‏ هو لاعب كرة قاعدة أمريكي، ولد في 27 فبراير 1986 في ألباكركي في الولايات المتحدة.

## وصلات خارجية
- جيمس بار على موقع دوري كرة القاعدة الرئيسي (الإنجليزية)
- جيمس بار على موقعبيزبول رفرنس.كوم (الدوري الرئيسي) (الإنجليزية)
- جيمس بار على موقعبيزبول رفرنس.كوم (الدوري الثانوي) (الإنجليزية)
- جيمس بار على موقع إي إس بي إن.كوم (أم.أل.بي) (الإنجليزية)
- جيمس بار على موقع مشجعي الرسوم البيانية (الإنجليزية)